# Fono de Samoa Americana
El Fono de Samoa Americana es la institución legislativa territorial de Samoa Americana. Al igual que la mayoría de los estados y legislaturas territoriales de los Estados Unidos, es un órgano colegiado bicameral con una Cámara de Representantes y un Senado. La legislatura está ubicada en Fagatogo, a lo largo del puerto de Pago Pago.
Es la única legislatura en los Estados Unidos que es bicameral y no partidista. La Legislatura de Nebraska es igualmente no partidista, pero es un órgano unicameral.
Samoa Americana fue establecida como territorio de los Estados Unidos en 1900 y fue administrada inicialmente por la Marina. El primer gobernador, el comandante B. F. Tilley, emitió la regulación n.º 5 el 1 de mayo de 1900, denominado «Una Declaración sobre la forma de gobierno de la Estación Naval de los Estados Unidos, Tutuila», que establecía la pertinencia de las leyes de los Estados Unidos en el territorio. A partir de 1905 se celebraron anualmente reuniones con delegados enviados desde las comunidades locales, como consejo asesor del gobernador naval, quien conservaba el poder legislativo exclusivo.
Durante el mandato del gobernador Vernon Huber, de 1947 a 1949, el territorio se fue desplazando hacia un mayor autogobierno. En 1948, bajo la gestión de Huber, la legislatura del territorio, conocida como Fono de Samoa Americana, se reunió por primera vez. Se estableció como una legislatura bicameral, inicialmente con un rol consultivo. La cámara alta, llamada la Cámara de Ali'i, estaba compuesta por 12 miembros, siendo los siete altos jefes de Tutuila y los cinco altos jefes de Manu'a . La cámara baja, llamada Cámara de Representantes, estaba compuesta por 54 miembros: 52 de ellos eran elegidos en reuniones abiertas según la costumbre samoana, correspondiendo uno a cada aldea y dos eran elegidos mediante votación secreta por residentes que no vivían bajo el sistema Fa'amatai.
El Fono fue reformado en 1952, después de que la administración de Samoa Americana fuera transferida al Departamento del Interior. Los miembros de la Cámara de Ali'i pasaron a desempeñarse como asesores del gobernador, mientras que se estableció una nueva cámara alta, llamada Senado. Se instituyó una cámara de 15 senadores, cinco de cada uno de los tres distritos de Samoa Americana (Occidental, Oriental y Manu'a). Al igual que en la cámara de Ali'i, los senadores eran elegidos en reuniones abiertas según la costumbre samoana y debían portar el título de matai. El número de representantes en la cámara baja se redujo a 18, elegidos por votación secreta: cinco de cada uno de los tres distritos, uno de la Isla Swains y manteniendo los dos escaños reservados a residentes que no viven bajo el sistema Fa'amatai.
La primera constitución de Samoa Americana fue adoptada en 1960. El número de miembros del Fono se mantuvo, pero se modificó la configuración geográfica. El Senado tenía un miembro de cada uno de los entonces 14 condados, elegidos por períodos de cuatro años y un senador adicional, de carácter rotatorio entre los entonces cuatro condados del Distrito Oeste, elegidos por períodos de dos años. La Cámara de Representantes tenía un miembro de cada uno de los tres distritos del condado de Maʻopūtasi, uno de cada uno de los dos distritos del condado de Lealataua/Fofo, uno de cada uno de los 12 condados restantes y un delegado sin derecho a voto de Swains, todos elegidos por períodos de dos años.
En 1967, la constitución revisada modificó ambas cámaras. El Senado quedó compuesto por 18 miembros: dos de los condados de la isla de Taʻu; uno de los condados de Ofu-Olosega; tres del condado de Ma'oputasi; dos de cada uno de los condados de Suʻa, Itūʻau y Tuālāuta; y uno de cada uno de los seis condados restantes. Esta misma distribución se aplicó a la Cámara de Representantes, excepto que Ma'oputasi recibió cinco representantes, además de la isla de Swains, que recibió un delegado sin derecho a voto, sumando un total de 21 congresistas.
En 2025, el delegado de la isla de Swains se convirtió en un integrante con derecho a votar en la Cámara de Representantes, no obstante encontrarse la isla deshabitada y con solo nueve previos habitantes siendo elegibles para seleccionar al delegado.

## Calificaciones y elecciones
Los senadores deben ser ciudadanos estadounidenses, haber cumplido los 30 años de edad, haber residido en Samoa Americana durante al menos cinco años en total y al menos un año inmediatamente previo a la elección. Adicionalmente deben poseer el título de matai, o cabeza familiar, en el condado que representarán. Son seleccionados según la costumbre samoana por los consejos de cada condado, sirviendo períodos de cuatro años. 
Los representantes o faipule y el delegado de la isla de Swains deben ser ciudadanos estadounidenses, tener al menos 25 años de edad, haber residido en Samoa Americana durante al menos cinco años y en el distrito que representarán durante al menos un año inmediatamente anterior a la elección. No es necesario que posean el título de matai, pero generalmente lo ostentan.  Los representantes son elegidos mediante votación secreta, mientras que el delegado de Swains es elegido en una reunión abierta, todo por un período de dos años. Para poseer el derecho a voto se debe ser ciudadano de los Estados Unidos, tener al menos 18 años de edad, haber residido en Samoa Americana durante un mínimo de dos años y haber residido en el mismo distrito durante al menos un año inmediatamente previo a la elección.
Las elecciones se celebran el primer martes después del 1 de noviembre en los años pares, al igual que en las elecciones federales y la mayoría de las estatales. Las papeletas contienen únicamente los nombres de los candidatos, sin mencionar sus partidos políticos. Se utiliza un sistema de mayoría simple: cada elector vota por un número de candidatos que se corresponde al número de representantes a elegir en el distrito (que pueden ser uninominales o binominales), y son electas las dos primeras mayorías. Los empates se deciden por sorteo. 

## Distritos
En la Cámara de Representantes, cada distrito consiste de uno o más condados completos o bien parte de un condado. Cada distrito de la Cámara elige uno o dos miembros. En el caso del Senado, cada distrito está formado por uno o más condados enteros, que eligen uno, dos o tres miembros. 

### Redistribución de distritos
El número de representantes y senadores por distrito, fijado inicialmente por la Constitución en 1967, se estimó de forma proporcional a su población en el censo de 1960. Si bien la Constitución establece que "los senadores y representantes serán redistribuidos por ley a intervalos no inferiores a cinco años", nunca se ha realizado una redistribución de los escaños. Como resultado de ésto, conforme la población ha sufrido cambios, la representación de algunos condados se ha vuelto desproporcionada. Las mayores discrepancias se producen en los condados de las islas Manu'a, cuya población ha disminuido significativamente y en Tuālāuta, cuya población ha aumentado mucho más que el resto del territorio. En 2017 y 2018, se avanzó en propuestas para agregar uno o dos representantes de Tuālāuta, mientras que posiblemente se reduciría un representante de Manu'a. En 2022, una propuesta para agregar un representante de Ituʻau y uno de Tuālāuta fue rechazada por un estrecho margen por los votantes.
También se han hecho propuestas para restaurar los dos senadores adicionales de Manu'a, lo que retornaría a los cinco senadores (uno por condado) que Manu'a tenía antes de la revisión constitucional de 1967. El Fono rechazó tal propuesta en 2017, y los votantes también la rechazaron en 2022.

## Sede

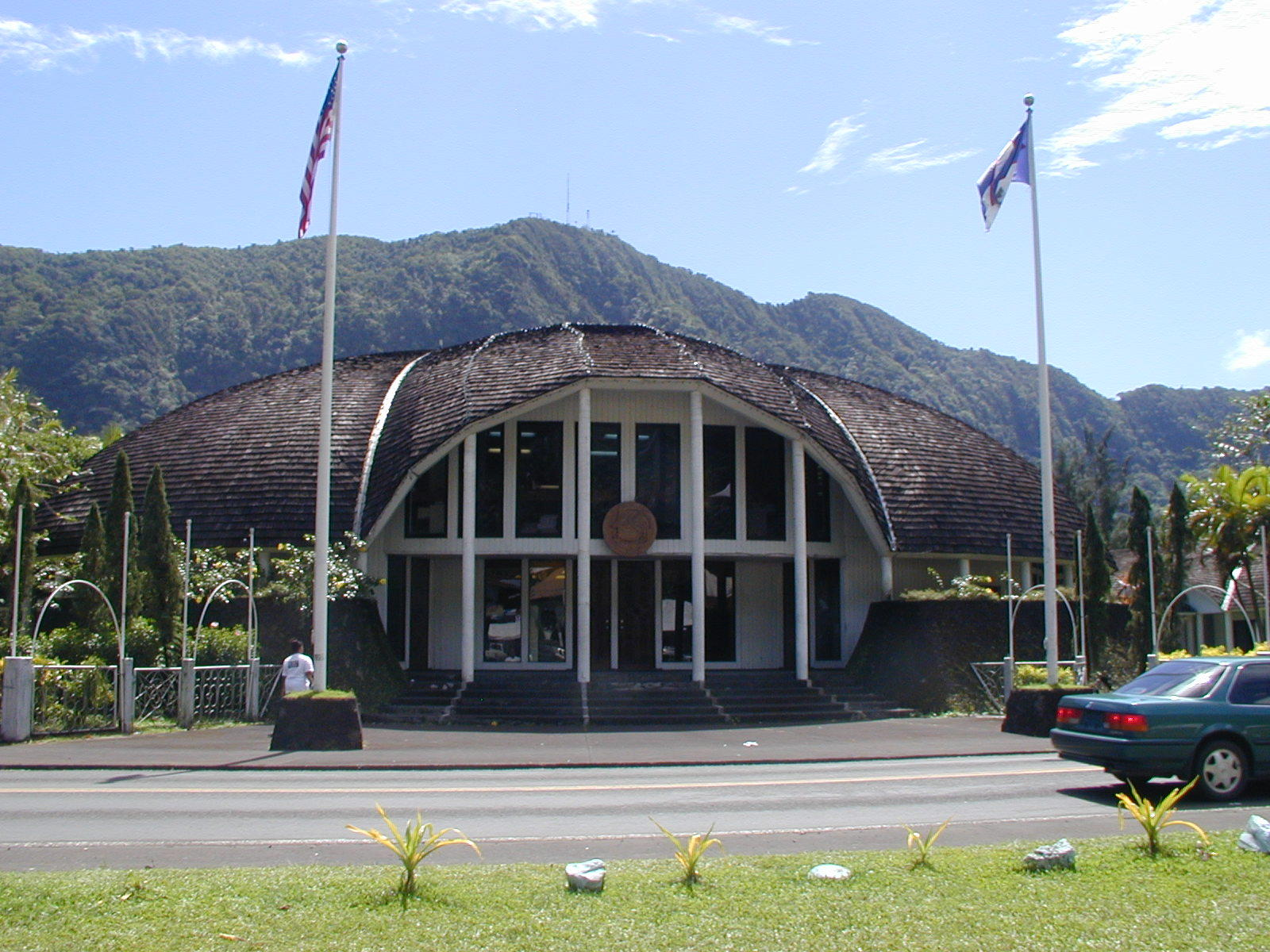
El antiguo edificio Maota Fono de la Legislatura de Samoa Americana en Fagatogo

La primera sede del Fono de Samoa Americana se encontraba en la antigua casa del cuartel de la Estación Tutuila de la Armada de los Estados Unidos en Fagatogo . Fue destruida por completo en un incendio en 1970.  El antiguo sitio de la sede alberga la oficina central del banco ANZ Amerika Samoa.
La segunda sede se inauguró en 1973, de igual forma en Fagatogo. Estaba ubicada en el complejo Maota Fono, un edificio con forma de colmena inspirado en el tradicional fale samoano. Se basó en los mismos diseños de construcción tradicionales que el Fono en Samoa. Un ala principal de dos pisos, en la que se encontraban las oficinas de la Legislatura y del Gobernador, estaba flanqueada por dos alas de un solo piso que albergaban las cámaras del Senado y la Cámara de Representantes. Después de su continuo funcionamiento por 40 años, fue demolido en 2017. 
Un nuevo edificio fue iniciado en 2018 y se mantenía en construcción en 2021 como un edificio de cemento de dos pisos. El costo se estimó en US$ 16 millones. Se planeó la construcción de edificios adicionales para las oficinas de los legisladores.